# 91 Piscium
91 Piscium, eller l Piscium, är en orange jätte som ligger i Fiskarnas stjärnbild.
91 Piscium har visuell magnitud +5,22 och är synlig för blotta ögat vid någorlunda god seeing. Stjärnan befinner sig på ett avstånd av ungefär 350 ljusår.